# Lónafjörður

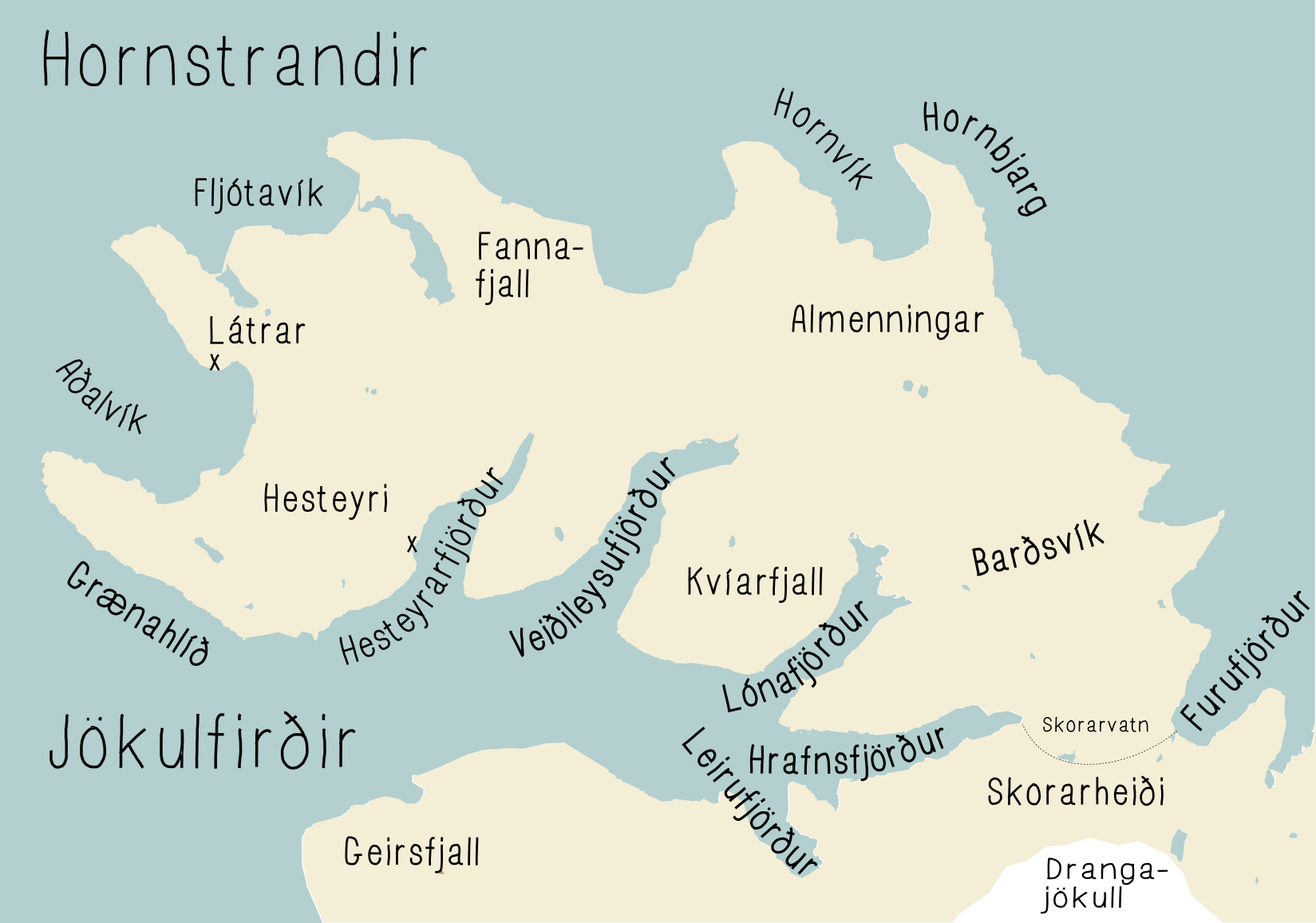
Mappa dei Jökulfirðir

Il Lónafjörður (in lingua islandese: Fiordo della laguna) è un fiordo situato nella regione dei Vestfirðir, i fiordi occidentali dell'Islanda. 

## Descrizione
Il Lónafjörður fa parte dei Jökulfirðir, un gruppo di cinque fiordi situati sulla sponda settentrionale del grande fiordo Ísafjarðardjúp. Il fiordo è largo 1,5 km e si estende per 8 km nell'entroterra. È situato a sud-est del Veiðileysufjörður e a nord del Hrafnsfjörður. I monti attorno al fiordo si innalzano fino a 400 metri.
Oggi non ci sono più case abitate in modo permanente nel Lónafjörður, che non è accessibile tramite collegamenti stradali, come nel caso degli altri quattro fiordi del Jökulfirðir.

## Jökulfirðir
Gli altri quattro fiordi che formano i Jökulfirðir, sono:
- Hesteyrarfjörður (fiordo di Hesteyri)
- Veiðileysufjörður (fiordo senza pesca)
- Hrafnsfjörður (fiordo del corvo)
- Leirufjörður (fiordo del limo)

## Accesso
Non c'è nessun collegamento stradale che permetta di accedere al Lónafjörður e agli altri quattro fiordi del Jökulfirðir, che però possono essere raggiunti tramite imbarcazione da Ísafjörður, Bolungarvík e Súðavík.